# Nephthea elatensis
Nephthea elatensis is een zachte koraalsoort uit de familie Nephtheidae. De koraalsoort komt uit het geslacht Nephthea. Nephthea elatensis werd in 1971 voor het eerst wetenschappelijk beschreven door Verseveldt & Cohen. 